# Tlos
Tlos (likijsko Tlawa) je porušeno antično likijsko naselje, zgrajeno na vrhu hriba pri sedanjem turističnem mestu Kalkan v provinci Antalya v južni Turčiji. Naselje stoji približno 4 km severozahodno  od soteske Saklikent.  Tlos je bil eno od najpomembnejših likijskih  verskih središč, domnevno naseljen že pred 4.000 leti.

## Zgodovina
Tlos je bil eno od najstarejših in največjih naselij v Likiji. Kasneje so ga zasedli Rimljani, Bizantinci in nazadnje osmanski Turki. Bil je eno od redkih likijskih naselij, ki je bilo neprekinjeno naseljeno do 19. stoletja n. št.

## Lega
Tlos leži na vzhodni strani doline reke Ksantos na vrhu skalnega izdanka, ki se dviguje nad ravnico, na kateri stoji sodobna vas. Zahodna, severna in severovzhodna stran izdanka so skoraj navpične stene. 

## Zgradbe
Zgradbe v naselju, nad katerimi dominirata akropola in trdnjava, kažejo vplive različnih kultur. Na pobočjih, ki vodijo proti akropoli, so številni likijski sarkofagi in številne hišam in templjem podobne v steno vklesane grobnice. Ena od njih je Belerofonova grobnica, velika templju podobna grobnica z nedokončanim pročeljem s štirimi stebri in reliefom, na katerem je upodobljen legendarni junak Belerofon na krilatem konju Pegazu. V notranjosti grobnice je kip leva ali leoparda. 
Na vrhu hriba so ostanki akropole in likijske trdnjave z obzidjem iz likijskega in rimskega obdobja. Na temeljih stare trdnjave so Osmani za lokalnega guvernerja Kanlı Ali Ağo (dobesedno Krvavi aga Ali) zgradili novo.
Naselje se je od zgodnjega likijskega obdobja gradilo predvsem na južnem in zhodnem pobočju hriba. Še vedno so vidne terase s cisternami za vodo, zadnje stene hiš, vklesanih v pobočje hriba, agora, gledališče iz rimskega obdobja za gledališke predstave in koncerte, javno rimsko kopališče in ostanki zgodnjebizantinske cerkve. 
Na vznožju hriba je rimski stadion z 2.500 sedeži. Ohranjenih je samo nekaj sedežev in arena, ki je zdaj polje lokalnega kmeta. V bližini sta dva zasuta granitna stebra, ki sta bila verjetno del portika na severni strani arene. 
Vzporedno s stadionom je stala 150 m dolga in približno 10 m širok dvonadstropna zgradba z majhnimi pravokotnimi vrati in velikimi obokanimi vrati v zahodnem zidu, ki je bila verjetno tržnica. Zgrajena je bila iz skrbno klesanega kamna. Južno od nje je široka zgradba z več prostori in štirimi velikimi obokanimi vrati. Desno od tržnice je palestra z javnim kopališčem. 
V bližini sta še majhno in veliko kopališče s tremi enako velikimi prostori. V najbolj vzhodnem prostoru ja apsida s sedmimi okni, obrnjenimi proti jugu, med lokalnim prebivalstvom znana kot Yedi Kapılar (Sedem vrat). Prostor bi lahko bil eksedra v javnem kopališču, Opramoasovo  darilo darilo Tlosu in obdobja 100-150 n. št. 
Rimsko gledališče ima 34 vrst sedežev. Del odrske scene še vedno stoji. Okoli njega so raztreseni številni kamniti okraski. Napis pravi, da je gledališče darilo bogatih meščanov in verskih dostojanstvenikov. Donacije so znašale od 3.000 denarijev, ki jih je prispeval visoki svečenik Dioniz, do skromnih 100 denarijev. Večjo vsoto denarja za gledališče je prispeval tudi filantrop Opramoas. Iz napisov je razvidno, da se je gradilo najmanj 150 let. 

## Regionalni pomen
Tlos je bil eno od šestih glavnih likijskih mest in verjetno eno od najmočnejših, saj je imel v Likijski zvezi tri volilne glasove. V rimskem obdobju so ga imenovali »najsijajnejša metropola likijskega ljudstva«. Likija je bila do leta 168 pr. n. št. podrejena Rodosu, potem pa ji je Rimska republika podelila neodvisnost. 
Napisi razkrivajo, da so bili meščani Tlosa razdeljeni v več socialnih razredov (demes). Znana so tudi imena treh najslavnejših legendarnih  likijskih herojev: Belerofona, Jobta in Sarpedona. V mestu je bila tudi judovska skupnost s svojimi sodniki. 

## Škofija
Tlos je bil krščanska škofija, podrejena metropolitskemu sedeža v Miri, prestolnici rimske province Likije. Na koncilu v Kalcedonu leta 451 jo je zastopal škof Andrej, sopodpisnik pisma, ki so ga leta 458 škofje iz Likije poslali bizantinskemu cesarju Leonu I. Tračanu zaradi umora Proterija Aleksandrijskega. Na sinodi, ki jo je leta 536 sklical patriarh Meneas Konstantinopelski, je škofijo zastopal škof Evstahij. Na Trulanski sinodi leta 692 je bil škof Joanes, na drugem nicejskem koncilu leta 787 Konstantin in na Fotijevem koncilu v Konstantinoplu leta 879 nek drug Andrej.
Tlos ni več škofija ampak titularni sedež katoliške cerkve.

## Ponovno odkritje
Tlos je ponovno odkril Charles Fellows leta 1838. Njemu je sledil  Thomas Abel Brimage Spratt, ki je izjavil, da bi »bolj veličasten prostor za slavno mesto težko našli v celi Likiji«. 

## Mitologija
V mitologiji je bilo mesto, v katerem sta živela junak Belorofon in njegov krilati konj Pegaz. Znano je, da je v nekropoli v Tlosu Belorofonu posvečena kraljevska grobnica.

## Sodobi Tlos
Na vrhu sosednjega hriba je vas Yaka z nasadi granatnih jabolk. Tlos je priljubljena turistična destinacija za turiste, ki preživljajo počitnice v bližnjih obalnih mestih Fethiye, Kas in Kalkan.
Na vhodu v Tlos stoji majhen bel kiosk za prodajo vstopnic. Nasproti akropole je nekaj majhnih gostinskih lokalov s toaletnimi in parkirnimi prostori in izvir pitne vode.

## Vir
- Herbermann, Charles, ur. (1913). Tlos. Catholic Encyclopedia. New York: Robert Appleton Company.